# 인돌아민
인돌아민(indolamine)은 이를 공통 분자 구조(즉, 인돌아민)로 공유하는 신경 전달 물질 군이다. 인돌아민은 카테콜아민 및 에틸아민과 함께 모노아민 신경 전달 물질의 분류이다. 인돌아민의 일반적인 예는 기분과 수면에 관여하는 신경 전달 물질 인 트립토판 유도체 세로토닌이다. 인돌아민의 다른 예는 멜라토닌이다.

## 같이 보기
- 생리활성물질